# Hassan Nader
Hassan Nader (àrab: حسن ناضر, Ḥasan Nāḍir) (Casablanca, 8 de juliol de 1965) és un exfutbolista marroquí, que ocupava la posició de davanter.

## Trajectòria
Va començar la seua carrera a l'equip local del Wydad Casablanca. A la campanya 90/91 dona el salt a Europa al fitxar pel RCD Mallorca, on roman dues temporades, que culminen amb el descens a Segona Divisió el 1992.
Fitxa llavors pel SC Farense portugués. Va esdevindre el màxim golejador de la lliga portuguesa 94/95, amb 21 dianes, tot classificant el seu equip per a la Copa de la UEFA. Eixa bona campanya va valdre la seua incorporació al SL Benfica, però després de dues campanyes sense massa èxit, hi retorna al Farense, on es retira el 2004, amb el seu equip baixant a la Tercera Divisió lusa (equivalent al quart nivell de competició). En la seua darrera campanya en actiu, anotà 11 gols.

## Internacional
Nader va ser internacional amb el Marroc en 15 ocasions, tot marcant un gol. El va materialitzar al Mundial de 1994, davant els Països Baixos. També hi va participar en la Copa d'Àfrica de 1992.